# 마도서

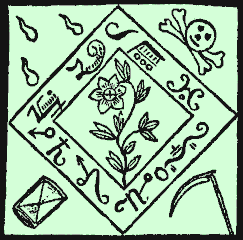
18세기 마도서 《검은 영계》에 실린 부적 제조법.

마도서(魔導書, 프랑스어: grimoire 그리무아르[ɡrɪmˈwɑr][*])는 마술을 배우기 위한 일종의 교과서이다. 마도서에는 보통 탤리즈먼 따위의 부적 제조법, 주문이나 점복을 행하는 방법, 초자연적 존재를 소환하거나 그런 존재에게 기원하는 방법 등이 나와 있다.

## 같이 보기
- 코덱스